# Zainab bint Muhammad
Zainab bint Muhammad (598—629) es considerada por los historiadores suníes como la hija mayor del profeta islámico Mahoma con su primera esposa Jadiya bint Jhuwaylid. Los historiadores chiíes, en cambio, consideran que ella y sus dos hermanas Umm Kulthum bint Muhammad y Ruqayyah bint Muhammad eran sobrinas huérfanas de Jadiya, hijas de Halah bint Jhuwailid, que Mahoma adoptó después de su matrimonio con Jadiya y que su única hija fue Fatima bint Muhammad.

## Matrimonio
Se casó con su primo materno, Abu al-As ibn al-Rabi', antes de agosto de 610, y Jadiya le regaló como presente de boda un collar de ónice.: 313–314 : 21 : 162 : 22  Tuvieron dos hijos, Ali, que murió en la niñez, y Umama.: 21 : 162 
Zainab se convirtió en musulmana pronto, poco después de que su padre se declarara un profeta. Los Quraysh presionaron a Abu al-As para que se divorciara de ella, diciendo que le darían cualquier mujer que le gustara a cambio, pero Abu al-As dijo que no quería ninguna otra mujer, una postura por la que Mahoma le felicitó. Como Mahoma no tenía ninguna jurisdicción sobre la Meca y por tanto no les podía forzar a separarse, continuaron viviendo juntos a pesar de que Abu al-As se negó a convertirse al islam. Zainab se tuvo que quedar en La Meca cuando los otros musulmanes emigraron a Medina.: 314 

## Emigración a Medina
Abu al-As fue uno de los paganos capturados en la Batalla de Badr. Zainab envió el dinero para su rescate, incluyendo el collar de ónice. Cuándo Mahoma vio el collar, rechazó aceptar cualquier rescate en efectivo por su yerno. Envió a Abu al-As a casa, y Abu al-As prometió enviar a Zainab a Medina. : 314 : 22 
Zainab aceptó. Sobre un mes después de la batalla, el hermano adoptivo de Zainab, Zayd, llegó a La Meca para escoltarla hasta Medina. Entró en el palanquín y su cuñado, Kinana, dirigió el camello de Zayd en pleno día. Los Quraysh percibieron esto como un alarde innecesario del triunfo de Mahoma en Badr. Un grupo de ellos persiguieron a Zainab y la alcanzaron en Dhu Tuwa. Un hombre llamado Habbar ibn Al-Aswad la amenazó con la lanza y la empujó.: 314–315  Zainab cayó del palanquín contra una roca.: 4  Kinana mostró las flechas de su carcaj y amenazó con matar a cualquiera que se acercara. Entonces llegó Abu Sufyan, diciendo a Kinana que guardara su arco para poder discutir racionalmente. Explicó que no tenían ninguna intención de mantener una mujer lejos de su padre en venganza por Badr, pero que estaba mal que Kinana humillara aún más a los Quraysh marchando con ella en público; lo tenía que hacer "tranquilamente", después de la "charla". Kinana tomó a Zainab y la llevó de nuevo a la casa. Allí sufrió un aborto, perdiendo mucha sangre, lo cual se atribuyó al ataque de Habbar.: 314–315 
Unas noches más tarde, Kinana la llevó silenciosamente con Zayd, y la escoltó hasta Medina.: 315  Anas ibn Malik recordó ver a Zainab en Medina llevando una túnica de seda a rayas.: 24 

## Reencuentro con Abu al-As
Zainab no vio a su marido otra vez hasta septiembre u octubre de 627, cuándo entró en su casa de Medina por la noche, pidiendo protección.: 23  Salteadores musulmanes le habían robado algunas mercancías que guardaba en fideicomiso para otros Quraysh, y quería intentar recuperarlas.: 316  A la mañana siguiente, Zaynab se sentó entre las mujeres durante la oración del amanecer y gritó: " he dado protección a Abu al-As ibn al-Rabi!" Apenas las oraciones terminaron, Mahoma afirmó no saber nada al respecto, pero que "el musulmán más mezquino puede dar protección. Protegemos a quien protege.": 317 : 22–23  Le dijo a Zainab que tratara a Abu al-As como huésped pero que no le tocara como marido. Luego arregló la devolución de la mercancía Quraysh, y Abu al-As la devolvió a sus dueños en La Meca.: 317 
Abu al-As entonces se convirtió al islam y regresó a Medina. Mahoma restauró su matrimonio con Zainab, y ellos retomaron su vida conyugal.: 317 : 23 

## Muerte
Su reconciliación fue corta, pues Zainab murió en mayo o junio de 629. Su muerte fue atribuida a complicaciones del aborto involuntario padecido en 624.: 4  Las mujeres que lavaron su cadáver incluían a Baraka, Sawda y Umm Salama.: 24 

## Perspectiva chiita
Una fuente chií explica:

Hubo un tiempo en que tres muchachas vivían en la casa de Khadija. Sus nombres eran Zainab, Ruqayya y Umm Kulthoom. Zainab, la mayor de las tres, se casó con Abul-'As ibn er-Rabi' de Makkah. Este hombre luchó contra el Profeta en la batalla de Badr, y fue capturado por los musulmanes. Para rescatar su libertad, su esposa envió al Profeta, un collar que en algún momento había pertenecido a Khadija, y se lo había dado como regalo de matrimonio. Abdul-As fue liberado; regresó a la Meca y envió a Zainab a Medina como había prometido hacer. Zainab, sin embargo, murió poco después de su llegada a Medina. Más tarde, Abdul-As también fue a Medina, aceptó el Islam y vivió con los musulmanes.